# Le Lac-d'Issarlès
Le Lac-d'Issarlès is een gemeente in het Franse departement Ardèche (regio Auvergne-Rhône-Alpes) en telt 247 inwoners (2004). De plaats maakt deel uit van het arrondissement Largentière.

## Geografie
De oppervlakte van Le Lac-d'Issarlès bedraagt 14,5 km², de bevolkingsdichtheid is 17,0 inwoners per km².

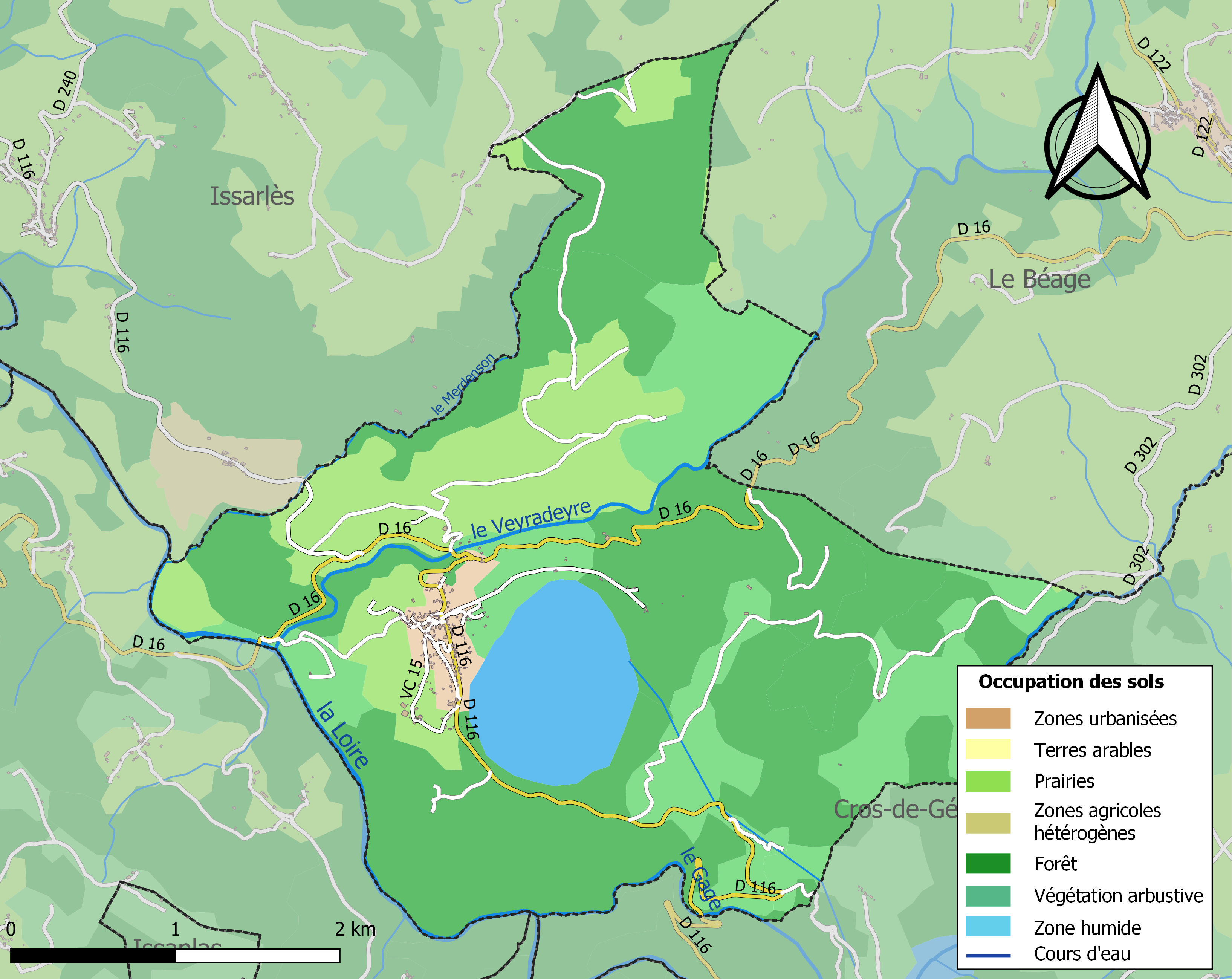
Kaart van de gemeente met belangrijkste infrastructuur, bodemgebruik en omliggende gemeenten

## Demografie
Onderstaande figuur toont het verloop van het inwonertal (bron: INSEE-tellingen).
Vanwege een beveiligingsprobleem met de MediaWiki Graph-software is het momenteel niet mogelijk deze grafiek weer te geven. Zodra de software is bijgewerkt zal de grafiek vanzelf weer zichtbaar worden.